# ハンター地域

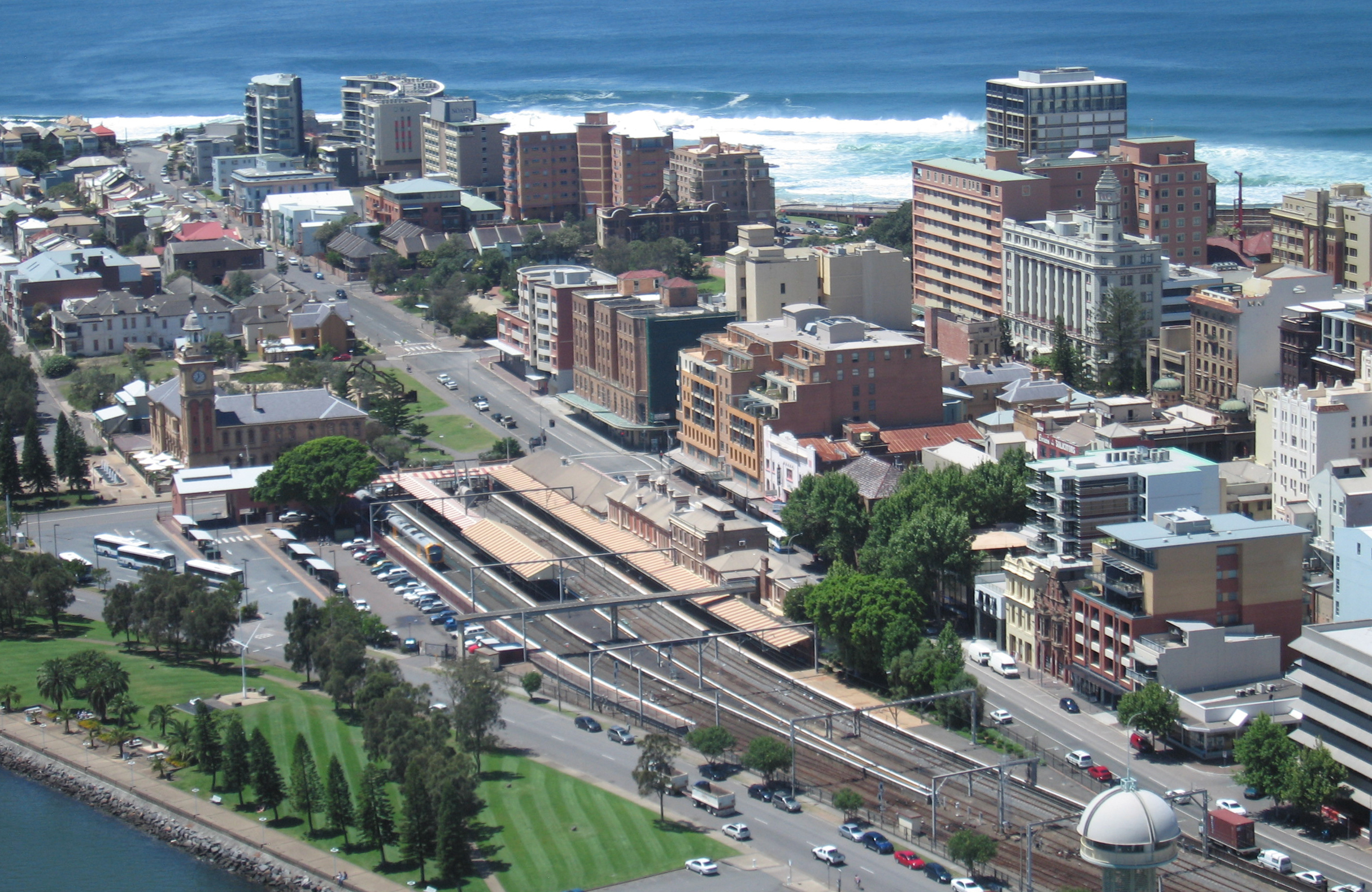
ニューカッスル

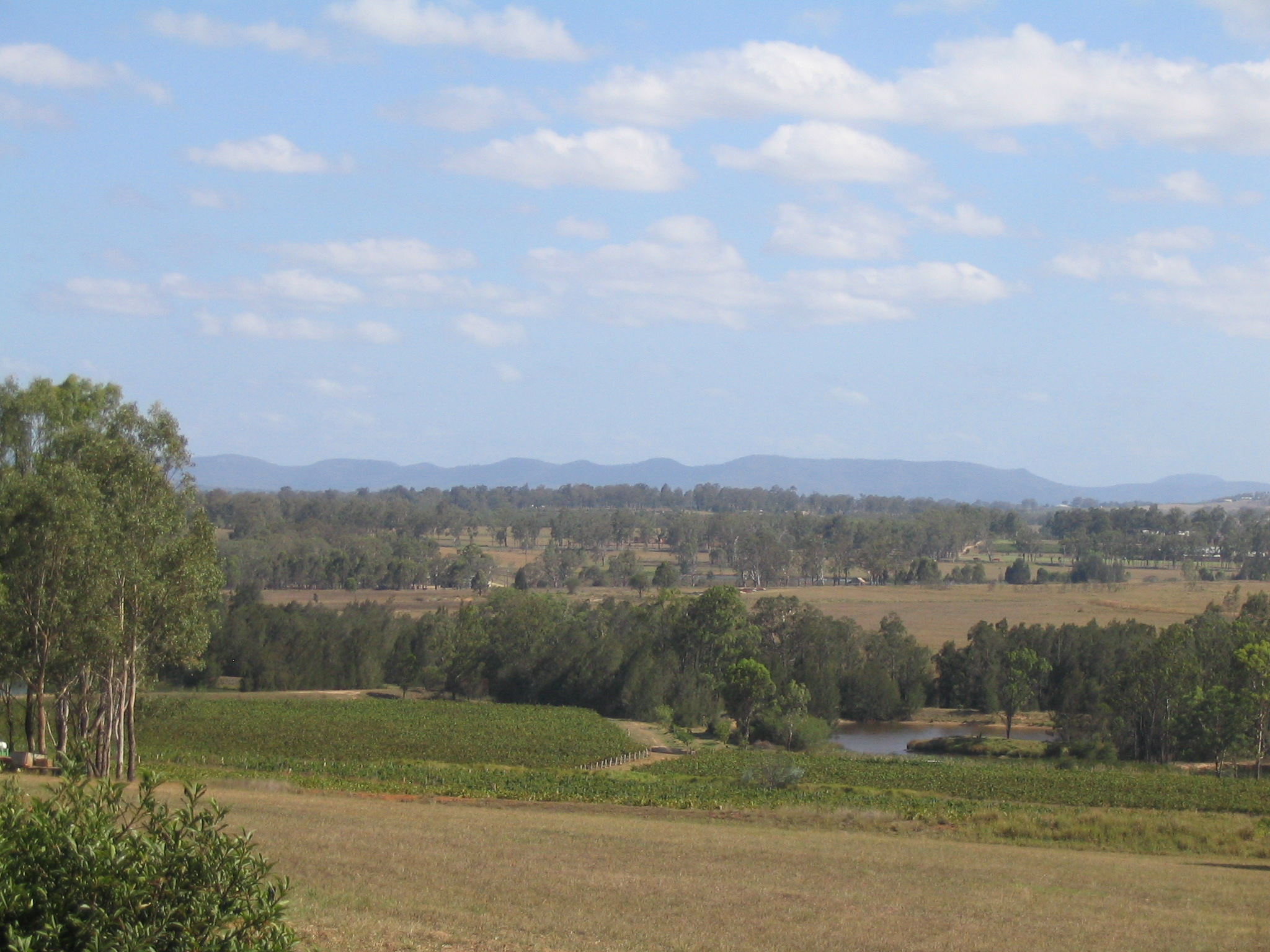
ハンター・バレーの葡萄園。

ハンター地域（ハンターちいき、英: Hunter Region）は、より一般的にはハンター・バレー（英: Hunter Valley）という名称で知られる。オーストラリア連邦・ニューサウスウェールズ州東部の地域である。

## 概要
ハンター地域の範囲は、シドニーの北、およそ120キロメートルから310キロメートル（75マイルから193マイル）におよぶ。適用される標準時は、オーストラリア東部標準時（AEST。UTC+10）およびオーストラリア東部夏時間（AEDT。UTC+11）である。

## 地理

### 地形

#### 河川
主な川
- ハンター川

主な渓谷
- ハンター・バレー

#### 湖沼
主な湖
- マッコーリー湖（潟湖）

ハンター地方は南北が高地地域となっており、ハンター川（Hunter River）とその支流を有している。ハンター・バレーはニューサウルウェールズ州の沿岸にある最も大きな谷間の1つであり、そのワイナリーと石炭産業とで一般によく知られている。

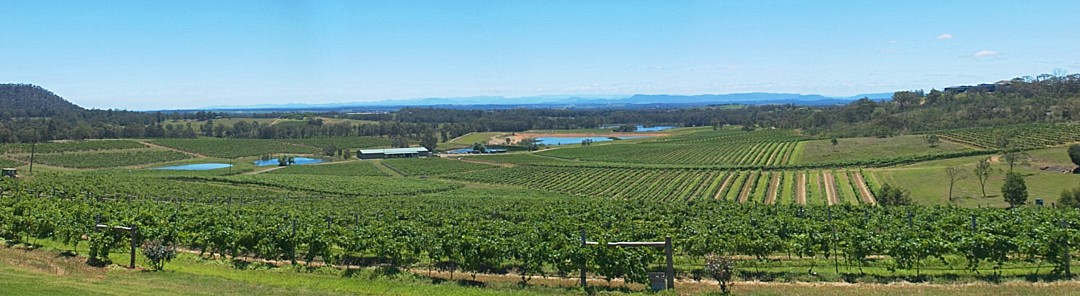
ハンター・バレーを見渡す景色。

### 地域

#### 地方行政区分
ハンター地域は下記の10自治体と主なサバーブによって構成される。
- シティ・オブ・セスノック
- ダンゴッグ・シャイア
- シティ・オブ・レイクマッコーリー
- シティ・オブ・メイトランド
- ミッドコースト・カウンシル
- マスウェルブルック・シャイア
- シティ・オブ・ニューカッスル
  - ニューカッスル
- ポートスティーブン・カウンシル
- シングルトン・カウンシル
- アッパーハンター・シャイア

| 地方自治体                       | 自治体設立日                              | 自治体設立日  | 面積   | 面積    | 面積 | 人口    | 人口 | 地図 |
| 地方自治体                       | ミュニシパリティ/シャイア                 | 市            | Km2    | マイル2 | 順位 | (2018)  | 順位 | 地図 |
| -------------------------------- | ----------------------------------------- | ------------- | ------ | ------- | ---- | ------- | ---- | ---- |
| シティ・オブ・セスノック         | 1906年(シャイア)                          |               | 1,965  | 759     | 6    | 59,101  | 6    |      |
| ダンゴッグ・シャイア             | 1893年5月16日                             |               | 2,250  | 870     | 5    | 9,346   | 10   |      |
| シティ・オブ・レイクマッコーリー | 1906年(シャイア) 1977年(ミュニシパリティ) | 1984年9月7日  | 649    | 251     | 8    | 204,914 | 1    |      |
| シティ・オブ・メイトランド       | 1862年3月12日 (イースト・メイトランド)    | 1945年12月7日 | 392    | 151     | 9    | 83,203  | 4    |      |
| ミッドコースト・カウンシル       | 2016年5月12日                             |               | 10,054 | 3,882   | 1    | 93,288  | 3    |      |
| マスウェルブルック・シャイア     | 1870年4月13日                             |               | 3,405  | 1,315   | 4    | 16,383  | 8    |      |
| シティ・オブ・ニューカッスル     | 1859年6月8日(ミュニシパリティ)            | 1848年1月26日 | 187    | 72      | 10   | 164,104 | 2    |      |
| ポートスティーブン・カウンシル   | 1906年3月7日(シャイア)                    |               | 858    | 331     | 7    | 72,695  | 5    |      |
| シングルトン・カウンシル         | 1866年2月2日(ミュニシパリティ)            |               | 4,893  | 1,889   | 3    | 23,422  | 7    |      |
| アッパーハンター・シャイア       | 2004年5月26日                             |               | 8,096  | 3,126   | 2    | 14,220  | 9    |      |

### 人口
地域の人口は682,465人（2021年）。
人口の半分以上の人々が、ニューカッスルとレイクマッコーリーといった沿岸部の都市に暮らしている。また、この地域を占める10の地域自治体（LGAs）は、ハンターバレー全体に散存する他の多数の町と村がある。

#### 都市圏
グレーター・ニューカッスル
ハンター川の河口に位置しているニューカッスルを中心としたニューカッスル都市圏（グレーター・ニューカッスル）は、ニューサウスウェールズ州では州都シドニーに次ぐ第二の都市規模であり、ハンター地域最大の都市圏である。
都市圏人口は、584014人（2018年）である。都市圏は、以下の近隣自治体を含む。
- シティ・オブ・ニューカッスル
- シティ・オブ・レイクマッコーリー
- シティ・オブ・セスノック
- シティ・オブ・メイトランド
- ポートスティーブン・カウンシル

## 政治

### 行政
ハンター地方は、経済的にも文化的にも発展を続けている。新しい住宅地は、雇用の機会、家族にやさしい環境と手頃な住宅相場によって地域に集まる人々の便宜を図るため、地域中で開発され続けている。
州政府は地域自治体と共に、さらに数十年の間続けることになっている発展計画にかかっている。
50,000軒を擁するニュータウンがブランクストン（Branxton）の近くに造られる計画がある。

## 経済

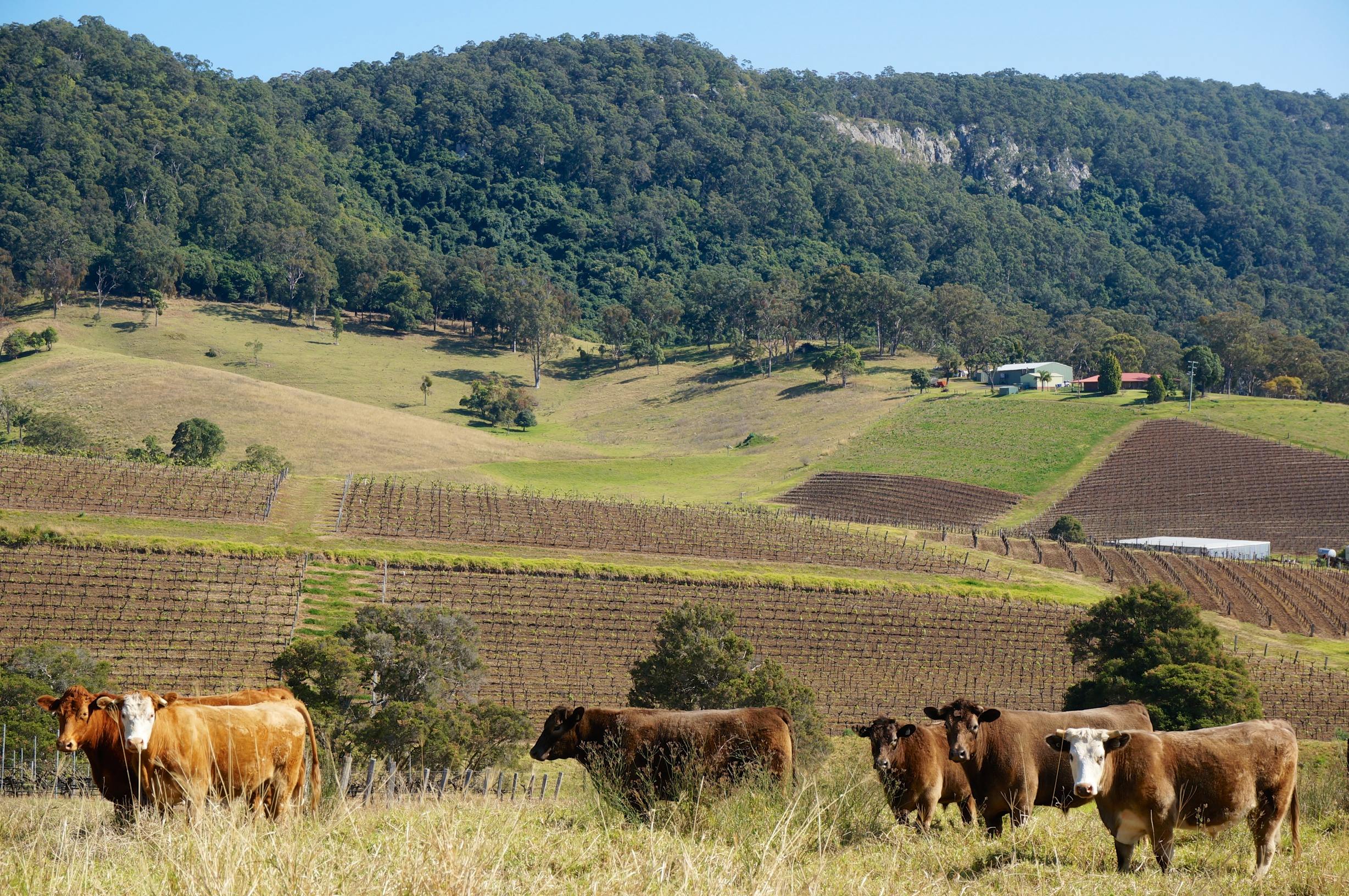
ハンター・バレーの
牧場と葡萄畑

### 第一次産業

#### 醸造業
ハンター地方は、オーストラリアの最も有名なワイン生産地帯の1つであり、その赤と白ワインの両方の種類で知られている。
また、サラブレッド馬の繁殖と飼育においてオーストラリアでは主要な地域となっている。

#### 畜産業
- 牧場
  - 酪農
  - 肉牛
  - 馬（サラブレッド）養殖・飼育

### 第二次産業
谷で最も有力な経済活動は、主に輸出のための石炭鉱業（たとえばリオ・ティントやBHPグループといった企業による）である。

#### 鉱業
- 石炭
- 鉄鉱石

など

### 第三次産業

#### 物流
貿易
ニューカッスルの港は、石炭に関して世界最大の輸出基地となっている。石炭のほとんどは鉄道によって港に運搬されて来る。

## 生活基盤

### ライフライン

#### 電力
火力発電
- エラリング（Eraring）
- ベイズウォーター（Bayswater）
- リッデル（Liddell）
- ムンモラ（Munmorah）
- レッドバンク（Redbank）
- ベールスポイント（Vales Point）

## 観光
ハンター・バレーはニューサウスウェールズ州の主要な観光地であり、毎年250万人以上の人々が立ち寄る、オーストラリアでは6番目に多く訪問される場所である。

### 観光スポット
ポーコルビン（Pokolbin）地区には、多数の葡萄園、レストラン、店舗、ゴルフコース、そしてカントリー風の民宿がある。
ウォロンバイ・バレー（Wollombi Valley）とブロークフォードウイッチ・ワイン地方（Broke Fordwich Wine Region）を含む谷の他の地域もまた、ワインで有名である。
スコーン（Scone）を囲むアッパー・ハンター地域は、世界的な、最も大規模な馬の飼育地の1つとなっている。
訪問客のためにハンターで開催される定期的な行事には、まず各月の最初の3回の日曜日にハンター・バレー蒸気機関車(Hunter Valley Steam Trains)の走行、そして、ハンター川とマッコーリー湖での定期的な観光クルーズが含まれる。